# 横道侑里
横道 侑里（よこみち ゆり、2000年〈平成12年〉10月23日 - ）は、日本の女優であり、女性アイドルグループ・AKB48の元メンバーである。静岡県出身。

## 略歴
2014年、『AKB48 Team 8 全国一斉オーディション』に静岡県代表として合格。
2019年5月18日、AKB48を卒業。
以降フリーで活動（ステラプロモーション、アミティープロモーション、NEW PEACEと業務提携）。

## 人物
趣味、特技はタップダンス、ジャズダンス、イラスト、歌、観劇、水泳、走ることである。
幼少時に習い始めたダンスをきっかけに漠然と芸能活動に興味を持ち、2012年、2013年には日本版ミュージカルアニーのオーディションに参加している。
全国47都道府県より一人ずつ計47名のメンバーを募ったAKB48チーム8オーディションに参加し、合格。チーム8初代静岡県代表メンバーとなる。
陸上経験者であり、芸能活動開始後の2015年にも、静岡県駅伝で4区を走って区間2位となっている。
幸せのお届けもの屋さんになりたいと語り、アイドル活動終了後は舞台を中心に、役者、表現者として活動している。

## 出演

### 舞台
- 「Casting」[6]柳瀬真悠役

（2019年8月28日、29日）
- 「女神座ATHENA リーディングライブ 天使の図書室 Vol.6」

（2019年11月9日、10日）
- 「時空警察ヴェッカーЯ（ルウア） 春ノ刻」サポートドロイド ベルミノ役

（2020年3月4日、5日、6日、7日、8日）
- 「里見八犬伝」[7]犬坂毛野役

（2021年4月23日、24日、25日）
- 「ミュージカル・コメディ Jet Ghoster - ジェット・ゴースター -」[8]ソフィア・ベル役

（2021年5月15日、16日、17日）
- 「THE END OF 通勤急行大爆破」[9]主演（Wキャスト） 三船永遠役

（2021年5月29日、30日、31日、6月1日、3日、4日、5日、6日）
- 「魔銃ドナー・リーディングトラックス」浅倉神酒役

（2021年7月1日、2日、3日、4日）
- 「愛を探す怪物」ローラ役

（2021年7月21日、22日、23日、24日、25日）
- 「石川五右衛門」[10]お凛役

（2021年10月15日、16日、17日）
- 「まむかいのおじさん」[11]主演 マミ役

（2021年12月24日、25日、26日、27日、28日、29日）
- 「清志の休日」[12]クラー・タキヨシ役

（2022年3月4日、5日、6日）
- 「剱神舞台 第11弾 Sakamoto」菜子役

（2022年3月31日、4月1日、2日、3日）
- 朗読劇「混血脈 - MIXSEED 覚醒 -」[13]フェルミ役

（2022年4月16日、17日）
- 女王ステ第7弾「純血の女王」[14]ヴァネッサ役

（2022年5月28日、30日、31日、6月2日、3日、4日、5日）
- 「ジェントルブラックサンタクロース2「あの夏の追憶」[15]居候 エマ役

（2022年7月28日、29日、30日、31日）
- 「まわる！まわる！炎天下」[16]七海役

（2022年8月26日、27日、28日）
- 「Re:write→of...」[17]結城葵役

（2022年9月8日、9日、10日、11日）
- 「共創演劇 失創セブンスプレイ」[18]パンドミー役[19]

（2022年9月21日、22日、23日、24日、25日）
- 「りさ子のガチ恋♡俳優沼」[20]Wキャスト 篠戸るる役

（2022年11月3日、4日、5日、6日）
- 「ホリエモン主催 ミュージカル クリスマスキャロル 2022」[21]天使ユーリ役

（2022年12月7日、8日、9日、10日、11日、12日、13日）
- 「NEVER EVER NEVER」東京公演 [22]トロン役[23]

（2023年1月25日、26日、27日、28日、29日）
- 「TOKYO COL-CUL COMEDY ～GREEN～」[24]

（2023年2月22日、24日、25日）
- 「ゲズントハイト ～お元気で～」[25]田中理子役

（2023年3月16日、17日、18日、19日、21日）
- 「紅蓮の華は、散りとてなおも、咲き誇る」W主演 麻弥役

（2023年4月13日、14日、15日、16日）
- 「NEVER EVER NEVER」大阪公演[26] トロン役

（2023年5月12日、13日、14日）
- 「第三水曜即興舞台2023 こんなはずじゃなかった。」[27]

（2023年5月17日、6月21日、7月19日、9月20日、10月18日、11月15日）
- 「F/T ナイスコンプレックス 朗読劇」

（2023年6月2日、4日）
- 「暗殺警察」[28]

（2023年6月15日、16日、17日、18日）
- 「トラブルメーカーwww・2 ～隣の星は青く見える～」[29]

犬太ノラ役
（2023年7月5日、6日、7日、8日、9日）
- 「悪を絶って、愛と死す」[31]鈴役[32]

（2023年7月26日、27日、28日、29日、30日）
- 「Panic X'mas!!」[33]主演 小雪役

（2023年8月16日、17日、18日、19日、20日）
- 「降臨SOUL」[34]望月望役[35]

（2023年11月23日、24日、25日、26日、27日、29日、30日、12月1日、2日、3日）
- 「劇団わ本公演 Happy Spell」[36]かおる役

（2024年2月21日、22日、23日、24日、25日）
- 「PPC 第66反乱 DOLL」[37]マイキー役

（2024年3月28日、29日、30日、31日）
- 「Reduce:Reuse:Restart ～静止した時を再び～」[38]

（2024年4月17日、18日、19日、20日、21日）
- 舞台「ありのままに生きろ。今」[39] スピンオフ「誰かの席」[40]有馬宇宙役

（2024年4月29日）
- 「第三水曜即興舞台2024 こんなはずじゃなかった。」[41]

（2024年5月15日、8月21日、9月18日、10月16日、11月20日）
- 「蜂巣祭～2024夏の陣～」[42]ゲスト出演

（2024年6月1日）
- 「贋作夜想曲」[43]メアリ役

（2024年6月19日、20日、21日、22日、23日）
- 「イリクラ2024 〜Iridescent Clouds〜」[44]グリーン役

（2024年7月18日、19日、20日、21日）
- 「鶏卵衝突」[45]666オメガ役

（2024年7月31日、8月1日、2日、3日、4日）
- 「人狼TLPTO Ⅴ」[46]見習い アデル役

（2024年8月13日、15日、16日、17日、18日、20日）
- 「F/T ナイスコンプレックス 朗読劇」 NAIKON AID 2024秋

（2024年10月6日）
- 「GORILLA〜ヒューマノイドホライズン〜」イブラ役[47]

（2024年11月27日、28日、29日、30日、12月1日）
- 「星空ハーモニー2024」W主演 ♭チーム 織原姫歌役[48]

（2024年12月26日、27日、28日、29日）
- 「くるわ、くるら」[49]まつ役

（2025年2月12日、13日、14日、15日、16日）
- 「QUEEN'S PIRATES 〜赤いドラゴンに宛てる手紙〜」[50]ビアンカ役

（2025年3月26日、27日、28日、29日、30日）
- 「illuminaTe The Room」[51]

（2025年4月25日 - 5月18日）
- 「ドウトク」[52]【渇】チーム 489号役

（2025年6月12日、15日、17日、19日、21日、22日）
- 「バック・トゥ・ザ・君の笑顔 〜お江戸でござる〜」[53]吉田菊 役

（2025年7月25日-30日）
- 「バック・トゥ・ザ・君の笑顔 -ロボットって笑うっけ？-」[54]ポーラー 役

（2025年8月2日-8日）

### その他公演・イベント
- 浜松ミュージカル Castinng PRイベント

（2019年7月27日）
- 「Summer Live 2019（浜松ミュージカル Castinng PRイベント）』

（2019年8月3日）
- 「TOYOTA presents AKB48チーム8 全国ツアー〜47の素敵な街へ〜〈大阪府公演はエイトの日!グランキューブ祭り!2019〉」朝公演お祭りその1「OG集結祭り」

（2019年8月8日）
- AKB48劇場 チーム8・湯浅順司「その雫は、未来へと　繋がる虹になる。」佐藤七海卒業公演 ゲスト出演

（2019年9月30日）
- 「HERAT FULL MONDAY IN BIT」

（2019年10月14日）
- 「横道侑里クリスマス会」

（2019年12月24日）
- 「MUSE9アイドル祭り2020 vol2」「トピックメーカー」「ミュージックコレクション」「インスタントジョンソン・ゆうぞう先生の音の葉・言の葉ハイスクール！」公開収録

（2020年2月11日）
- 「Spring Live ～初めまして、お久しぶりです～」横浜

（2020年3月28日、29日）
- 「Spring Live ～初めまして、お久しぶりです～」浜松

（2020年4月3日、4日）
- オムニバス映画『奈落の花』製作発表会＆大特典会

（2020年8月10日）
- 劇ドラ「日の本ノ女子」メイキング試写イベント

（2020年12月13日）
- 渋谷クロスFM J Cross Style 公開生放送

（2020年12月27日）
- ソロデビュー曲『帰り道』発表会

（2020年12月27日）
- マッスル力也のなるほどぉ～ Monday！ 公開生放送

（2020年12月28日）
- 「Shibuya Best of Style Collection winter 2021」

（2021年1月24日）
- 「マッスル力也の超ビックWednesday」ラジオ収録イベント

（2021年4月26日）
- 「Mirare-ミラーレ- 1日店長イベント」

（2021年11月21日）
- 「えりラジ」FM公開収録＆ツイキャス生配信年末SP

（2021年12月6日）
- 「えりラジ」ツイキャス公開生配信 ゲスト＆新コーナー担当

（2022年1月24日）
- 「ジェントルブラックサンタクロース」イベント

（2023年2月18日、19日）
- 「な・か・い・ちゃん」イベント

（2023年4月2日）
- 「麗和落語 2023 春の陣 第二陣」

（2023年4月20日、22日、23日）
- 「AKB48チーム8 春の総決算祭り 9年間のキセキ」昼公演

（2023年4月30日）
- マッスル力也の超ビックWednesday FMラジオ公開収録＆ツイキャス生放送inハロウィンオフ会＆横道侑里BD会

（2023年10月26日）
- 「MINATOMIRAI COLLECTION 2023」MC＆モデル出演

（2023年11月11日）
- 朗読イベント「お待たせしました！お誕生日会」

（2023年12月10日）
- キャストウォッチクリスマス会 トーク＆LIVEイベント

（2023年12月23日）
- YT(ゆるっと)企画 第2弾

（2024年2月3日）
- 「作曲家と歌い手 vol.3」

（2024年5月5日）
- 朗読イベント「お待たせしました！お誕生日会」

（2024年7月6日）
- APPスペシャルイベント【SECRET GAME】「推しと撃ち合いをしていただきます」

（2024年10月25日）
- 025オリジナルコーチジャケット発売記念イベント

（2025年2月21日）
- YT企画第7弾!!

（2025年3月1日）
- 私が初めてスパイだと疑われた日 Ep.06[55]

（2025年3月2日）
- おーかみぱーくⅢ

（2025年3月8日）
- YT企画×あいどるごっこ！イベント公演 舞台「univerSITY」ゲスト出演[56]

（2025年5月4日）
- フリスティエンターテインメント『かみんぐあっぷ！』[57]

（2025年5月24日、25日）
- Queen's Pirates -赤いドラゴンに宛てる手紙- アフタートーク＆ライヴ

（2025年6月28日）
- 「Golden Time! ラジオ公開収録＆アフタートーク」[58]
- 私が初めてスパイだと疑われた日 Ep.10[59]

（2025年7月19日）
- おーかみわーるど[60]

（2025年7月20日）

### テレビドラマ
- 「cafe ～乙女凪の事件簿～」主演 乙女凪役

チバテレショートドラマ（2019年10月21日、28日、11月4日、11日、18日）
- 「PLAY ～乙女凪の事件簿2～」主演 乙女凪役

チバテレショートドラマ（2020年5月4日、11日、18日、25日、6月1日、8日）
- 「届け！FM83○！マンデーナイトシンフォニー」主演 イノリ役

チバテレアニメショートアニメ（2020年7月13日、20日、27日、8月3日、10日、17日、24日、31日、9月7日、14日、21日、28日）
- 「GROUP ～乙女凪の事件簿3～」主演 乙女凪役

テレビ埼玉ショートドラマ（2021年1月4日 - 2月8日）
- 「Terrarium」W主演 乙女凪役

テレビ埼玉スペシャルドラマ（2021年4月5日 - 5月10日）
- 「魔祓」[61]主演 ナナシ役

（2021年9月13日 - 27日）
- 「魔祓～狐憑篇～」[62]主演 ナナシ役

（2021年10月11日 - 25日）
- 「眠れなくなる夜 / カウンセラー・姉妹」

（2022年11月4日・11日）
- 「魔祓～鬼狩篇～」[63]主演 ナナシ役

（2021年11月11日 - 25日）
- 「お姉ちゃんは、ユーレイです！」[64]W主演 風間優香役

（2022年11月18日 - 12月23日）
- 「お姉ちゃんは、ユーレイです！2」[65]W主演 風間優香役

（2023年4月7日 - 5月12日）
- 「お姉ちゃんは、ユーレイです！3」[66]W主演 風間優香役

（2023年6月2日 - 30日）
- 「私、タイムトラベル出来るんです！」

（2024年3月8日 - 5月24日）
- 「モンスター」第2話（2024年10月21日、関西テレビ・フジテレビ系） - 加奈 役[67]

- 「私の隣の宇宙人」W主演 美子役

（2024年11月1日、8日、15日、22日、29日、12月6日）
- 「烏合戦隊ガラクターズ」[68]主演 赤井本子役

（2025年4月4日 - 6月20日）
- 「私の隣の宇宙人2」W主演 美子役

（2025年5月16日 - 6月20日）

### その他のテレビ番組
- チバテレ『トピックメーカー』ダンスパートダイジェスト

（2020年3月2日）
- チバテレ『トピックメーカー』ゲスト出演

（2020年3月16日）
- テレ玉「トピックマガジン」タガタメファンミ特集 ゲスト出演

（2021年3月9日）
- テレ玉「トピックマガジン」内『恋のルーレット』ゲスト出演

（2021年5月24日）
- テレビ信州『MSAのやったもんガチ』ゲスト出演

（2021年8月25日）

### 映画・劇場版上映会
- 劇ドラ！第6弾！「BURST」[69]一文字早希役

　上映イベント（2020年2月9日）
- オムニバス映画『奈落の花』内「けっこん！」主演

　DVD付き上映会（2020年10月25日）
- 「日の本ノ女子」[70]舞島巴役

　上映会（2022年1月10日）
- 「魔祓」劇場版[71] 主演 ナナシ役

　上映会（2022年8月1日、2日）
- 「お姉ちゃんは、ユーレイです！」劇場版 W主演 風間優香役

　姫路上映会（2023年9月24日）
- 「お姉ちゃんは、ユーレイです！」劇場版 W主演 風間優香役

　東京上映会（2023年10月8日）
- 「私タイムトラベルできるんです！」[72]劇場版 W主演 磯野桜子役

　上映会（2024年8月25日）

### ネット配信
- 「横道侑里のようこそTONIGHT☆」

（2019年10月6日、11月3日、12月1日、2020年1月5日、2月16日、8月2日）
- Girls Actors Channel 第32回（LINE-LIVE）出演

（2021年1月15日）
- 「HΛL´s BAR Vol.7」番外編

（2021年2月26日）
- 「HΛL´s BAR Vol.9」

（2021年6月26日）
- Instagramショートドラマ「駆けろ友暉」第11・12話 出演

（2021年6月26日）
- 劇団わ朗読劇「バック･トゥ･ザ･君の笑顔」

（2021年9月12日）
- 劇団わ朗読劇「バック･トゥ･ザ･君の笑顔～お江戸でござる～」

（2021年9月18日）
- 劇団わ朗読劇「バック･トゥ･ザ･君の笑顔～ロボットって笑うっけ？～」

（2021年9月24日）
- Inet TV GOTOリポート『熱海で女子3名の食レポ対決』[73]

（2021年10月2日）
- ブラサンゲーム PR 配信

（2022年6月29日）
- Inet TV GOTOリポート『熱海で浜焼き食レポ編』[74]

（2024年4月1日）
- X めしあがーるグルメレポ『魚秀～UOHIDE～』

（2024年5月17日）
- X めしあがーるグルメレポ『ウサギ』

（2024年6月30日）
- 超短編作品チャンネル 「 それでも、」[75]

（2024年8月27日）

### CM
- 「プリウスPHV」[76]AKB48名義

（2014年6月16日）
- 「ワンダ　モーニングショット」[77]AKB48名義

（2014年9月12日）
- マクドナルド「未来のワタシ」篇 中部・北陸Ver.[78]AKB名義

（2016年4月4日）
- 株式会社サンポー アパマンショップCM[79]

（2022年5月5日）
- 株式会社サンポー アパマンショップCM ご来店2023編[80]

（2023年5月25日）
- どんまんCM(明治亭ナイスどんまん編)[81]

（2024年5月7日）
- ソースかつ丼の明治亭様CM 店舗PR改訂2編[82]

（2024年5月7日）

### 書籍・写真集
- 「SPECIAL FAN BOOK」発売 ※記念お渡し会開催

（2022年6月26日）

## AKB48時代

### 参加楽曲
- 47の素敵な街へ
  - 『心のプラカード』に収録、チーム8名義。
- 制服の羽根
  - 『希望的リフレイン』に収録、チーム8名義。
- へなちょこサポート
  - 『ここがロドスだ、ここで跳べ!』に収録、チーム8名義。
- 挨拶から始めよう
  - 『Green Flash』に収録、チーム8名義。
- 汚れている真実
  - 『僕たちは戦わない』に収録、チーム8選抜10名が楽曲に参加。
- 一生の間に何人と出逢えるのだろう
  - 『0と1の間』に収録、チーム8名義。
- あまのじゃくバッタ
  - 『唇にBe My Baby』に収録、チーム8名義。
- 夢へのルート
  - 『翼はいらない』に収録、チーム8名義。
- 星空を君に
  - 『ハイテンション』に収録、チーム8東日本地区代表20名が「Team 8 EAST」名義にて楽曲に参加。

### 劇場公演・ユニット曲
- チーム8 1st Stage「PARTYが始まるよ」
- チーム8 2nd Stage「会いたかった」
- トップリード「君も8で泣こうじゃないか」
- 湯浅順司「その雫は、未来へと繋がる虹になる。」